# Babylon (rozhledna, okres Blansko)
Rozhledna na vrchu Babylon je ocelová stavba u Kozárova v okrese Blansko.
Věž byla vybudována v roce 2000 pro mobilního operátora Oskar firmou Ericsson jako vysílač mobilního signálu. Zbudována byla na stejnojmenném kopci v nadmořské výšce 654 metrů. Plošina, na kterou vede 139 schodů, se nachází ve výšce 24 metrů nad zemí a je provozována obcí Kozárov jako vyhlídková. Vstup na ni je zpoplatněn. Na plošině se otevírá výhled nejen na široké okolí, ale při vhodném počasí například na Pavlovské vrchy, chladicí věže jaderné elektrárny Dukovany, Orlické hory a Hrubý a Nízký Jeseník.
Za mimořádné dohlednosti lze spatřit přes 190 km vzdálené vrcholky Alp.